# Jošio Furukawa
Jošio Furukawa (* 5. červenec 1934) je bývalý japonský fotbalista.

## Reprezentace
Jošio Furukawa odehrál 18 reprezentačních utkání. S japonskou reprezentací se zúčastnil letních olympijských her 1956.

## Statistiky
| Japonsko | Japonsko | Japonsko |
| Roky     | Záp.     | Góly     |
| -------- | -------- | -------- |
| 1956     | 3        | 0        |
| 1957     | 0        | 0        |
| 1958     | 3        | 0        |
| 1959     | 10       | 0        |
| 1960     | 0        | 0        |
| 1961     | 1        | 0        |
| 1962     | 2        | 0        |
| Celkem   | 19       | 0        |